# Chiddy Bang
Chiddy Bang és un grup de Filadèlfia, Pennsilvània. El grup està format per Chidera "Chiddy" Anamege (vocalista) i Noah "Xaphoon Jones" Beresin (DJ i productor). La seva música està basada en la fusió del hip-hop alternatiu amb l'indie.

## Membres

### Chidera "Chiddy" Anamege
És el vocalista del grup, va créixer en els perillosos carrers de Newark, Nova Jersey. Fill d'una família nigeriana immigrant als Estats Units. Des de petit, Chiddy, va utilitzar la seva habilitat amb les paraules per crear-se alguna oportunitat. A l'escola va aconseguir una beca per a la prestigiosa Mt Northfield, després es va traslladar a la Universitat de Drexel de Filadèlfia, on va conèixer "Xaphoon Jones".

### Noah "Xaphoon Jones" Beresin
Té una àmplia gamma de gustos musicals. De petit, passava el temps rebent consells de les llegendes locals del jazz de Filadèlfia, i a poc a poc anava fent alguna actuació esporàdica. En el grup fa tots els papers de l'auca, ja que toca diversos instruments.

## Discografia

### EPs
| Year | Title                                                                                  | Peak chart positions | Peak chart positions | Peak chart positions |
| Year | Title                                                                                  | Billboard 200        | U.S. R&B             | U.S. Rap             |
| ---- | -------------------------------------------------------------------------------------- | -------------------- | -------------------- | -------------------- |
| 2010 | The Opposite of Adults EP - Released: May 18, 2010 - Label: EMI - Format: CD           | —                    | —                    | —                    |
| 2010 | Chiddy Bang: The Preview - Released: October 1, 2010 - Label: EMI Records - Format: CD | 76                   | 17                   | 11                   |

### Mix Tapes
- The Swelly Express (2009)
- Air Swell (2010)
- Peanut Butter and Swelly (2011)

### Singles
| Year | Song                                        | Chart positions | Chart positions | Chart positions | Chart positions | Chart positions | Chart positions | Chart positions | Chart positions | Chart positions | Album                    |
| Year | Song                                        | UK              | US              | AUS             | AUT             | GER             | IRE             | JAP             | NZ              | SWI             | Album                    |
| ---- | ------------------------------------------- | --------------- | --------------- | --------------- | --------------- | --------------- | --------------- | --------------- | --------------- | --------------- | ------------------------ |
| 2010 | "Opposite of Adults"                        | 12              | 90              | 10              | 60              | 81              | 10              | 57              | 8               | 18              | Chiddy Bang: The Preview |
| 2010 | "Truth"                                     | 50              | –               | –               | –               | –               | –               | –               | –               | –               | Chiddy Bang: The Preview |
| 2011 | "Mind Your Manners"                         | -               | 115             | -               | -               | -               | -               | -               | -               | -               | TBR                      |
| 2011 | As featured artist                          |                 |                 |                 |                 |                 |                 |                 |                 |                 | TBR                      |
| 2011 | Rescue Me (You Me at Six feat. Chiddy Bang) | 21              | –               | –               | –               | –               | 50              | –               | –               | –               | TBA                      |

### Promotional singles
| Any  | Cançó           | Àlbum                    |
| ---- | --------------- | ------------------------ |
| 2010 | "The Good Life" | Chiddy Bang: The Preview |

### Vídeos musicals
| Year | Song                                    | Director              |
| ---- | --------------------------------------- | --------------------- |
| 2010 | The Opposite of Adults                  |                       |
| 2010 | Truth                                   |                       |
| 2010 |                                         | Under The Sheets      |
| 2010 | Pass Out (May 11, 2010)                 |                       |
| 2010 | Sooner or Later (June 30, 2010)         | Kristopher Rey-Talley |
| 2010 | Dream Chasin (19 juliol 2010)           | Kristopher Rey-Talley |
| 2010 | The Good Life (17 de Setembre del 2010) |                       |
| 2011 | Too Fake                                |                       |